# SIG P210手槍
SIG P210是瑞士SIG（現為Swiss Arms）在1949年推出的半自動手槍。

## 設計
SIG P210是一把由瑞士著名廠商SIG生產的單動手槍，可發射9×19毫米、7.65×21毫米及.22 LR口徑彈藥，單排彈匣可放8發子彈，底把裝有可強制封鎖扳機的手動保險及彈匣退出時自動鎖定扳機的自動保險系統。其獨特之處是它的主要鋼制部件由人手車削，其套筒及骨架配套制成，採用高質量的120毫米槍管，加上嚴格的品質監控，因此其可靠性、準確度、耐用性都比一般手槍為高，在50米射靶時可打出在5至10發保持5厘米內的成绩。
P210雖然有高命中精度和可靠的優點，但早期版本沒有握把式彈匣釋放鈕，不及其他手槍般操作方便，且由於手工裝配及高質量部件令價格比其他手槍為高，因此當時沒有太多國家採用，現在的美國民用市場上只有少數當時的P210發售，售價更超過3,000美元。

## 採用
SIG P210在1949年推出後便成為了瑞士陸軍的制式手槍，當時命名為Pistole 49，並一直採用至1975年被SIG P75手槍取代，並曾被德國聯邦警察採用。
一些瑞士警察部隊、丹麥及拉脫維亞的軍隊和摩納哥的王太子卡賓槍騎兵連至21世紀仍然採用P210為制式手槍，但現在已開始被新型手槍所取代。

## 型號
SIG P210有多種不同版本：

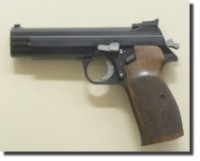
SIG P210-6

（註：機匣上號碼前印有「A」字是瑞士陸軍版本，「P」字是瑞士軍方送給退役士兵時印上的標記，解為私人擁有，丹麥及德國版本印有特別標記。）
- SIG P210-1：普通版本，有9×19毫米、7.65毫米Luger及.22 LR三種口徑，裝有木制握把片、固定缺口式照門及槍身烤藍處理。

- SIG P210-2：瑞士陸軍版本，9×19毫米口徑，裝有塑料制握把片、固定缺口式照門及槍身磨沙處理。

- SIG P210-3：瑞士警察版本，有9×19毫米及7.65毫米Luger兩種口徑，裝有木制握把片、固定缺口式照門及槍身烤藍處理。

- SIG P210-4：德國聯邦警察版本，9×19毫米口徑，以P210-2的設計改進而成，加裝供彈指示器。

- SIG P210-5：加長槍管（150毫米）版本，有9×19毫米及7.65毫米Luger兩種口徑，裝有木制握把片、可調式扳機、可調及可拆式射靶用照門、槍身磨沙處理。

- SIG P210-6：運動型版本，有9×19毫米及7.65毫米Luger兩種口徑，裝有木制或塑料制握把片、可調式扳機、照門可選、槍身磨沙處理。

- SIG P210-7：.22 LR口徑版本，裝有木制或塑料制握把片，後期型改用特制擊鎚，通過轉換部件可以把所有型號的P210改為P210-7。

- SIG P210-8：高級運動型版本，9×19毫米口徑，裝有握把式彈匣釋放鈕、木制握把片、可調式扳機、可調式照門、槍身磨沙處理。

- SIG P210-5LS：2003年版本，9×19毫米口徑，裝有握把式彈匣釋放鈕、加長槍管及套筒、木制握把片、可調式扳機、可調式照門、槍身磨沙處理。

- SIG P210-6S：2003年版本，9×19毫米口徑，裝有握把式彈匣釋放鈕、標準槍管及套筒、木制握把片、可調式扳機、可調式照門、槍身磨沙處理。

- SIG m/49：又名Neuhausen，丹麥皇家陸軍版本的P210-1或P210-2，9×19毫米口徑，槍身印有標記。

## 使用國
- 丹麦
- 德国
- 拉脫維亞
- 摩納哥
- 瑞士

## 資料來源
1. ↑  .   [2007-10-28]. （原始内容存档于2007-07-20）.

- P210.com-SIG P210歷史（页面存档备份，存于）
- 槍炮世界—SIG P210（页面存档备份，存于）